# Zoé Talon
Pour les articles homonymes, voir Talon et Cayla.
Zoé Victoire Talon, comtesse Achille de Baschi du Cayla, née le 25 août 1785 au château du Boullay-Thierry, morte en son château de Saint-Ouen le 19 mars 1852, est une dame française qui fut la confidente de Louis XVIII.

## Biographie

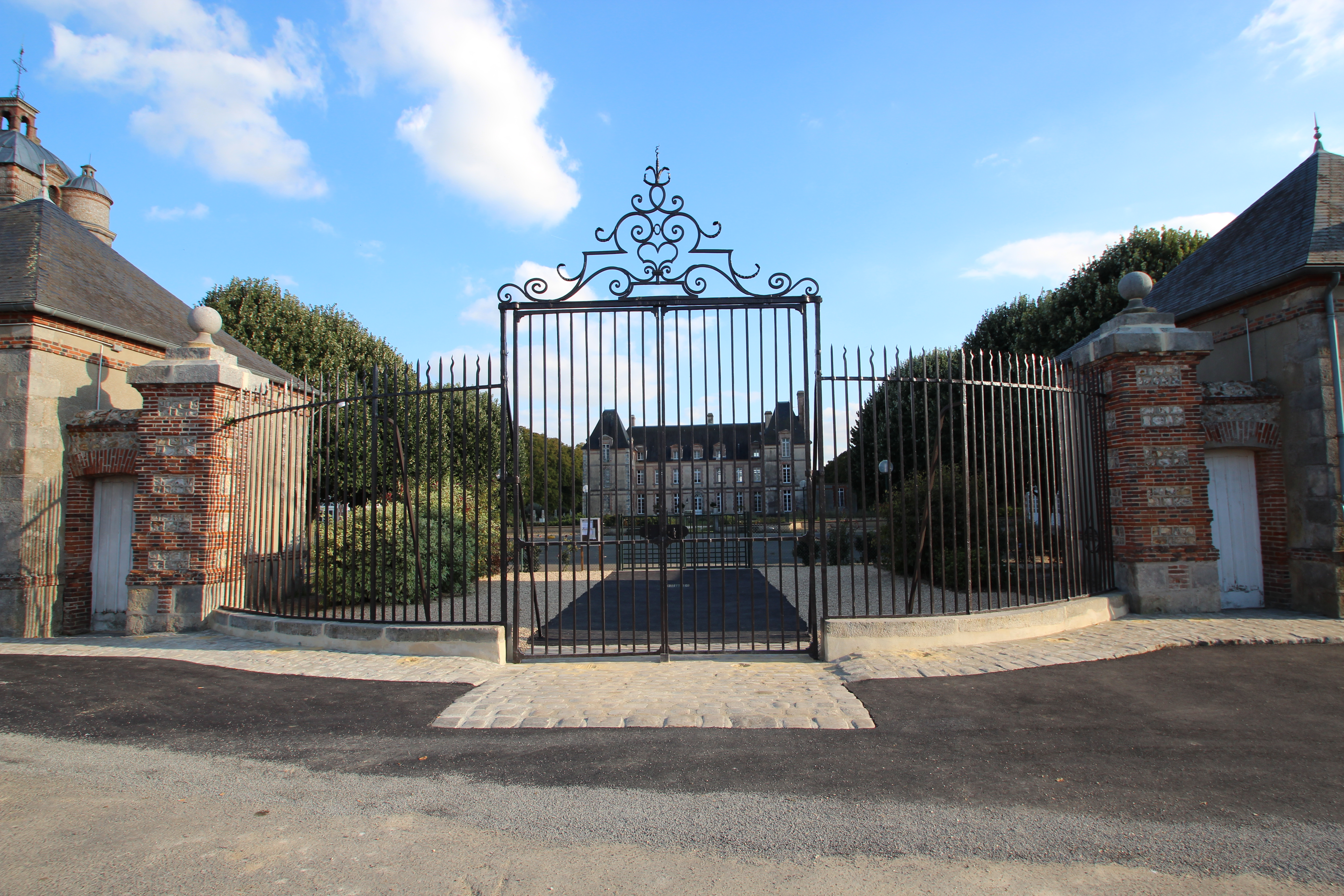
Le château du Boullay-Thierry.

Zoé Victoire Talon, comtesse du Cayla, est la dernière favorite, amie et confidente de Louis XVIII durant ses années de déclin. Elle est, par son père Antoine Omer Talon, avocat, issue d’une famille de magistrats. Sa mère est Jeanne-Agnès-Gabrielle, comtesse de Pestre, issue d'une famille originaire des Pays-Bas autrichiens.
Talon avait été élu, le 21 mars 1789, député suppléant de la noblesse par le bailliage de Chartres aux États généraux de 1789. Il remplace à l’Assemblée constituante, le 16 décembre 1789, Charles-Philippe-Simon de Montboissier-Beaufort-Canillac, démissionnaire. Il y œuvre pour défendre le pouvoir royal. Il conseille notamment à Louis XVI de se réconcilier avec Mirabeau. Au début de 1790, il interroge à la prison du Châtelet, Thomas de Mahy, marquis de Favras, accusé d'un complot visant à faire enlever le roi Louis XVI. Le marquis, agent officieux du comte de Provence, futur Louis XVIII, aurait reçu de celui-ci l’instruction de faire compromettre Louis XVI au bénéfice de son frère le comte de Provence. Conscient de ce qu'il risquait de finir sur l’échafaud, Favras aurait rédigé un rapport de quatre pages dans lequel il aurait consigné tous les détails. Omer Talon, effrayé d'entendre cette sombre machination, l'adjure de lui remettre le rapport et de n’en souffler mot à personne. Le marquis de Favras tient parole et monte sur l’échafaud, le 19 février 1790, sans avoir rien révélé. Talon a apporté la confession de Favras qu’il lègue à sa fille.
En 1791, devant les menaces dont la famille royale est l’objet, conseille au roi de se réfugier au milieu des troupes de Broglie. Ceci ne fait qu’attirer la méfiance de l’Assemblée nationale à son égard. Suspecté par l’Assemblée, Talon est obligé d’émigrer avec sa famille afin de garder sa liberté.
En 1796, la famille Talon est de retour en France. De son retour, Zoé est placée par ses parents à l’institution de Mme Campan que fréquentent les jeunes filles de l’aristocratie de la nouvelle République où elle se lie d’amitié avec Hortense de Beauharnais ainsi que les futures princesses Bonaparte : ce qui lui vaut de faire aussi la connaissance du général Napoléon Bonaparte.

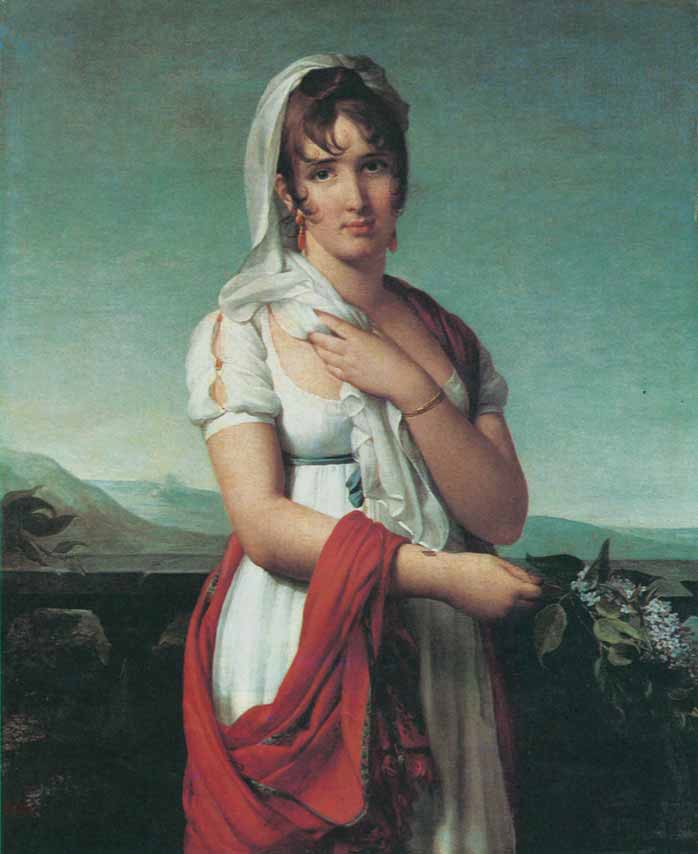
Portrait de Zoé Talon, 1801, par Marie-Guillemine Benoist.

Le 3 août 1802, à 17 ans, la jeune Zoé épouse le comte Achille de Baschi du Cayla, marquis d’Aubais et pair de France, issu comme elle, d’une famille farouchement royaliste. C’est un mariage de convenance et les époux prennent vite des libertés vis-à-vis de la vie commune. Très vite, le mariage commence à « battre de l’aile » : Zoé entame des actions judiciaires contre son mari, elles dureront plus de vingt ans. Entretemps, Zoé mène une joyeuse existence. Fort jolie, malgré sa petite taille et ses formes arrondies, son charme et la grâce de son esprit lui valent plusieurs soupirants à qui elle cède. Son premier amant est Maurice Balincourt, un jeune gentilhomme fervent royaliste comme elle.
En 1804, Omer Talon est arrêté sur ordre de l’Empereur ; résistant à l’autorité impériale, il est passible de la peine de mort. Zoé est aussi soupçonnée pour des propos malveillants à l’égard du régime ; désespérée, elle demande audience au ministre de la Police, Savary, et joue les femmes éplorées. Séduit par le charme de la jeune femme, Savary commue la peine capitale de Talon en un exil à l’île Sainte-Marguerite ; de plus, il assure à Napoléon que les propos prêtés à Mme du Cayla ne sont que pure médisance.
Le ministre devient l’amant de la jeune femme ; neuf mois après, la comtesse met au monde son premier enfant, un garçon, Ugolin (qui meurt à 17 ans), probablement fils de Savary. En 1807, Zoé du Cayla donne naissance à une fille, Ugoline (ou Valentine ?) qui devient en 1825 princesse de Beauvau-Craon. La liaison de Zoé et de Savary (devenu duc de Rovigo) dure encore plusieurs années.
En 1814, après la chute de Napoléon, Zoé est à Paris où elle arbore la cocarde blanche (couleur de la Royauté) en l’honneur du retour de Louis XVIII. En 1817, les époux du Cayla, qui vivent sous le même toit, s’affrontent en justice pour obtenir chacun la garde de leurs enfants (qui ne sont probablement pas du comte, mais de Savary). Pour obtenir gain de cause, la jeune femme se rend aux Tuileries pour demander de l’aide au roi. Elle est devenue une jeune femme pleine de vie, mais qui a souffert dans un mariage malheureux. Munie d’une lettre de sa tante, Mme de Jaucourt, qui est l’une des dames d’honneur de la défunte épouse de Louis XVIII, elle demande la protection du roi ainsi que son aide pour la garde de ses enfants après avoir divorcé de son époux. Émue par cette jeune femme, le roi ordonne à son ministre Decazes de se charger de l’affaire. La comtesse du Cayla aurait-elle montré la confession de Favras au roi qui s’est empressé de la brûler dans la cheminée ? C’est fort probable.
Le roi, sexagénaire et goutteux, s’amourache de la comtesse qui a trente ans de moins que lui, à la grande satisfaction de son frère le comte d’Artois et des autres royalistes. Zoé accepte de servir leur cause, si c’est dans son propre intérêt. L’amitié entre Louis XVIII et Mme du Cayla grandit au fil des années et en 1820, après l'assassinat du duc de Berry, Louis XVIII garde Mme du Cayla aussi proche de lui que possible. La nature de leur relation a été platonique, Louis-Stanislas était plus sensible aux plaisirs de l'esprit qu'à ceux de la chair. Le sentiment du roi pour cette jolie femme avait d'abord le caractère d'un amour qui se cache de lui-même, sous le nom de l'amitié, quel que soit l'âge du roi ou la réserve de la femme. Le roi sentait une affection paternelle pour elle, et l'appelait sa fille, n'osant pas par respect pour lui-même et respect pour elle, l'appeler par un autre nom.
Louis XVIII réserve ses mercredis pour tenir compagnie à Mme du Cayla, dans lequel ils jouissent des soirées de jeux « poivrées » avec beaucoup de réparties spirituelles. Le 29 octobre 1822, il lui cède pour 400 000 francs le château de Saint-Ouen, ainsi que des bijoux et de la porcelaine. Lorsqu'il n'est pas en sa compagnie, il lui écrit des lettres plusieurs fois par jour. Elle était, paraît-il, le dernier amour du roi. Peu à peu, Mme du Cayla réussit à établir un ascendant sur l'esprit de Louis XVIII, comme elle l'a sur son cœur, et l'utilise sans scrupule dans les intérêts de la partie ultra-royaliste. « Depuis le jour, écrit le chancelier Pasquier, quand M. Decazes avait été pris de lui par la procédure qui avait blessé son cœur, son amour-propre, et son respect pour la dignité royale, le roi ne s'était pas occupé d'affaires de telle sorte qu’il ne doit pas être dit qu'il y avait renoncé. » Alourdi sous le fardeau de ses infirmités, il avait commencé à tomber dans un état d'apathie qui le mettait à la merci de ceux qui résolument s’étaient appliqués à la tâche de le gouverner. Parfois, un scintillement de l'ancien esprit se révélait, mais il ne tardait pas à s’éteindre ; tout ce qu'il désirait maintenant, c'était la paix et la tranquillité, et Mme du Cayla ne lui en donnait aucune jusqu'à ce qu'il se soit remis à sa volonté. L’influence de Mme du Cayla peut être trouvée dans la chute du noble et patriotique duc de Richelieu, qui avait refusé de se prêter à des plans de Monsieur [d'Artois] et ses amis ; la nomination de Villèle en tant que Premier ministre ; le licenciement ignominieux de Chateaubriand du ministère des Affaires étrangères ; et l'acceptation par le Roi du projet de loi septennale de 1824, ainsi que d'autres mesures réactionnaires.
Monsieur, bien qu'il ne semble pas avoir fait partie de l'intrigue tissée autour de son frère impuissant, tout au moins dans ses premiers stades, n'avait aucun scrupule à profiter de celui-ci, et exhortait à plusieurs reprises Mme du Cayla à « ignorer les choses qui malgré la folie qu’on peut dire contre elle, et de jouir en paix de l'utilisation noble qu’elle faisait de la confiance et l'affection du roi ». La duchesse d'Angoulême, d'autre part, ne put se résoudre à admettre une dame à qui les rumeurs avaient attribué dans sa jeunesse au moins une connexion peu orthodoxe, et non seulement elle la traitait avec froideur, mais elle exprimait aussi son mécontentement face à l'intimité qui existait entre sa dame d'atours, Mme de Choisy, et la favorite. Dans le même temps, Madame du Cayla regrettait tout à fait une intrigue qui, quoique indigne, pouvait mettre un terme aux dissensions dans la famille royale et faisait tellement de choses à promouvoir les intérêts des partis qu'elle honorait par sa protection.
Quant à la duchesse de Berry, moins pointilleuse dans son choix d'amis que sa belle-sœur, elle semble avoir été en très bons termes avec la favorite, même si elle n'approuvait pas du tout de l'habitude du roi de se référer à Mme du Cayla, même en présence de sa famille, comme « sa troisième fille », semblant mettre cette dame sur un pied d'égalité avec la duchesse d'Angoulême et elle, et, à une occasion, elle a exprimé ses sentiments sur ce point. Cependant, la relation entre les deux dames est, dans l'ensemble, excellente, Mme du Cayla semble avoir manifesté une réelle affection pour la princesse, car elle est restée fidèle à sa cause après la Révolution de 1830, correspondait avec elle fréquemment (15 lettres d'elle sont conservées), et a même intrigué pour son compte. En 1832, elle fera, avec notamment le financier Gabriel Julien Ouvrard, le gendre de celui-ci, le général de Rochechouart et Auguste de La Rochejacquelein, partie du Comité de La Haye, chargé par la duchesse de Berry de négocier avec le roi Guillaume 1er des Pays-Bas son soutien.
En dépit de tout, c'est Mme du Cayla, qui persuade Louis XVIII de recevoir les derniers sacrements lors de sa dernière maladie. Rien n’a autant embarrassé et ennuyé la duchesse d'Angoulême et le comte d'Artois (Monsieur) que, dans les derniers moments de la vie de Louis XVIII, son obstination à refuser de recevoir l'archevêque et de se soumettre aux cérémonies que l'Église catholique impose dans les derniers moments ; il refusait, comme un homme condamné refuse la visite de son bourreau. Elle parvient à lui faire donner son consentement, et ce faisant, ferme la porte de l'appartement du roi pour le reste de ses jours. Louis, reconnaissant, fait un testament en sa faveur qu'il laisse sur son bureau, mais Charles X entré dans le cabinet de son frère, emporte tous les papiers, brûle le testament, et accorde à la comtesse une pension viagère annuelle de 25 000 francs.
Après la mort de son amant, Mme du Cayla se retire dans son château de Saint-Ouen où elle s’occupe d’exploitations agricoles et élève une race de moutons qui porte encore son nom.
Alors que certains ont vu en elle une intrigante, d'autres l'ont considérée comme le dernier véhicule de la grâce pour Louis XVIII.

### Un patrimoine mobilier historique

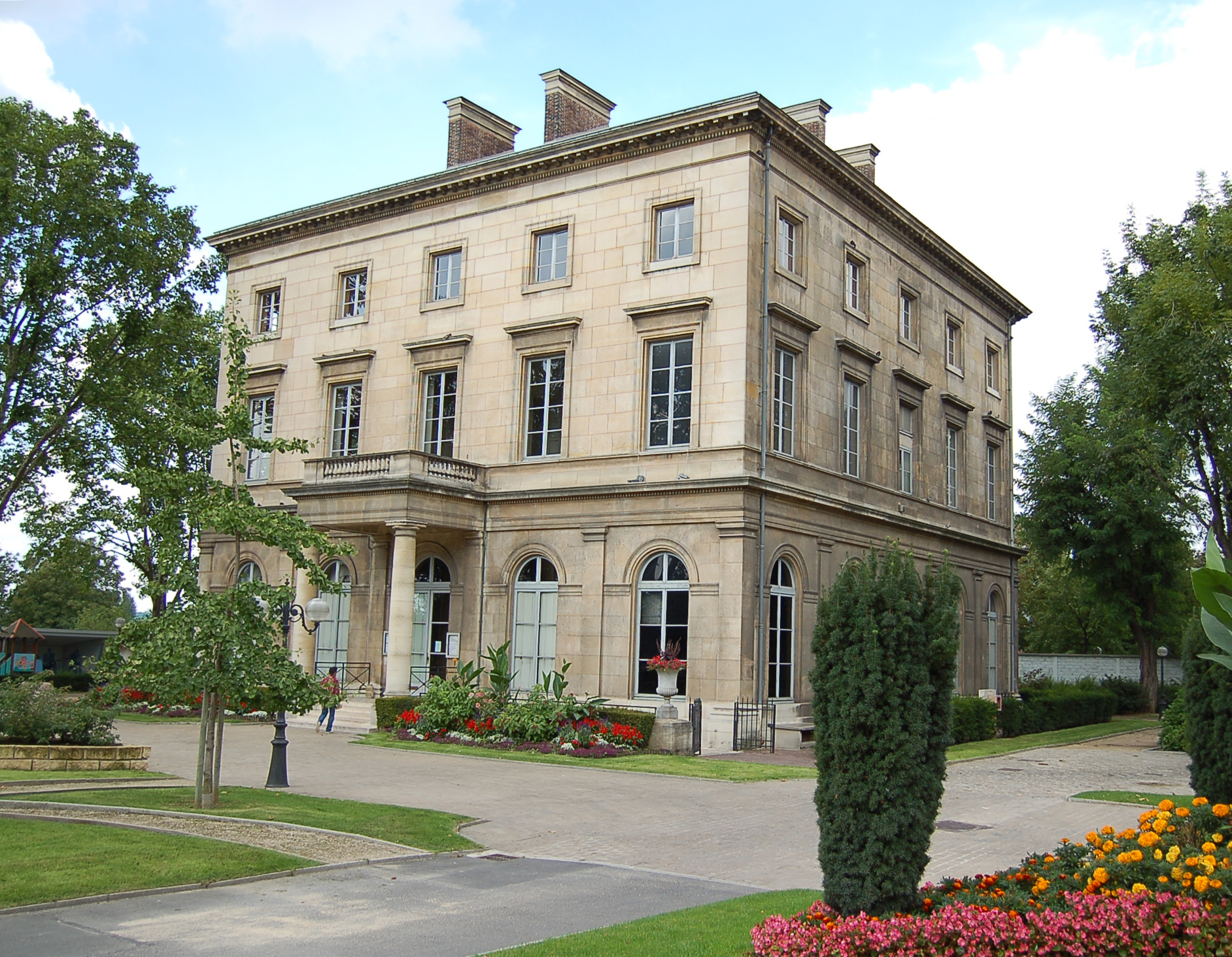
Château de Saint-Ouen.

Sa fille et unique héritière, princesse de Beauvau-Craon, fait alors transporter le contenu du château de Saint-Ouen dans celui d'Haroué, appartenant à son mari, où il a été conservé jusqu'à nos jours ; en 2007, l'État acquiert plusieurs meubles se trouvant au château tout en laissant l'usage sur place de certains d'entre eux à la princesse Minnie de Beauvau-Craon. Celle-ci, le 15 juin 2015, afin de financer des travaux au château, met en vente sous le titre « Chosen pieces » plusieurs meubles et de portraits (en 45 lots) mais en retire ensuite 17 « de provenance Cayla » (sauf 15 lettres de la duchesse de Berry, vendues 18 000 euros) à la suite de la notification de mesure de protection au titre des Monuments historiques de certaines pièces - pour lesquelles pourtant des certificats « de libre exportation » avait été accordés par l'administration. En fait partie le portrait de groupe par Gérard (1811-1813), qui dans le salon de musique de Saint-Ouen, faisait pendant au Portrait de Louis XVIII dans son cabinet des Tuileries; quant à l'épée de grand écuyer du duc Léopold de Lorraine créée en 1728 par Simon Gallien pour Marc de Beauvau-Craon, classé « trésor national » avant cette vente (même référence) elle resta invendue.
Sur cette vacation, voir également :
- « La princesse Minnie Beauvau-Craon vend les bijoux de famille », Le Journal des arts, n° 427 du 5-18/06/2015 ;
- « Provenance Haroué »[6] reproduisant le portrait de Louis de Beauvau à 29 ans par François Quesnel (1543-1619), vendu 237 492 € ;
- Valérie Sasportas, « La vente de Beauvau-Craon compromise » (Le Monde des 6 et 7 juin 2015) ;
- Vincent Noce, « D'Haroué à Saint-Ouen en passant par Drouot », La Gazette Drouot, n° 14, 7 avril 2017, page 30.